# شورلت کاپریس

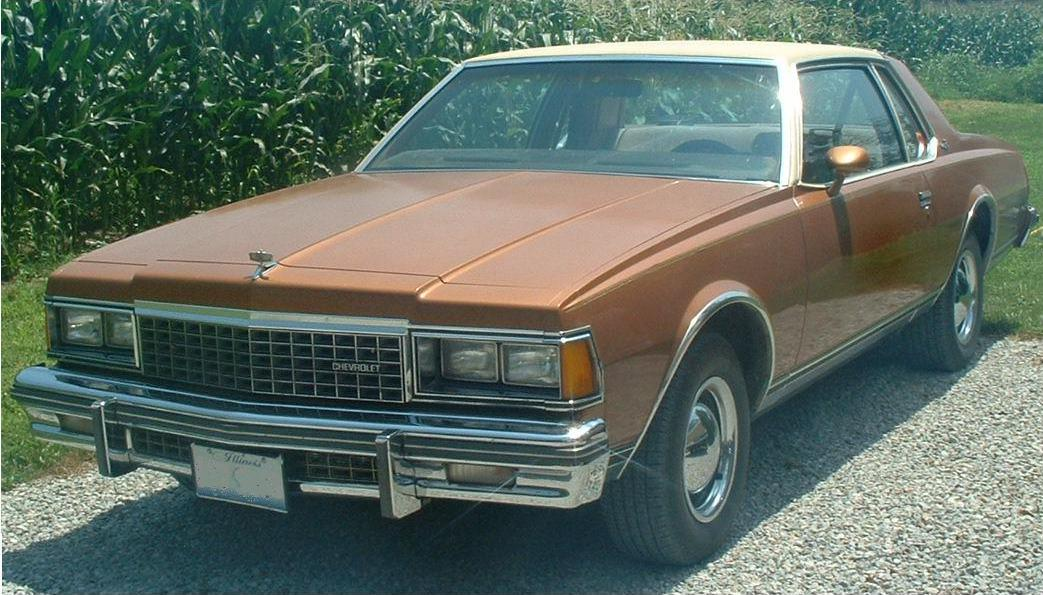

شورولت کاپریس (به انگلیسی: Chevrolet Caprice) خودرویی است که در سال‌های ۱۹۶۵ تا ۱۹۹۶و دوباره از ۱۹۹۹ تا ۲۰۱۷ تولید شده است. کمپانی جنرال موتورز ۴ بار این خودرو را مورد بازبینی قرار داد و سرانجام تولید آن در سال ۲۰۱۷ متوقف شد.
این خودرو در کلاس اندازه بزرگ قرار گرفته و طراحی آن موتور جلو-محور عقب بوده است.
نسل ۳ شورولت کاپریس به تعداد قابل توجهی وارد ایران شد که در این بین کاپریس نسل سوم که به «کاپریس کلاسیک» مشهور است، بیشتر در ایران وجود دارد که در سال‌های اول پس از انقلاب از طریق کشورهای حاشیه خلیج فارس و عراق به کشور وارد شده است. کاپریس نسل سوم از سال ۱۹۷۸ وارد کشور شد و عرضه آن تا سال ۱۹۹۰ ادامه یافت اما در این بین نمونه‌های ۱۹۷۸و ۱۹۷۹ و نمونه‌های ۱۹۸۶تا ۱۹۹۰ بیش از مدل‌های دیگر در بازار ایران یافت می‌شوند. سواری نرم کاپریس بخاطر ساختار تمام شاسی، سیستم تعلیق چهار فنر لول، مبلمان بسیار راحت و طراحی کابین کاملاً بی سر و صدا و ایزوله این ماشین است. مدل‌های قدیمی تر کاپریس از موتور ۸ سیلندر خورجینی با کد ۳۵۰ استفاده می‌کنند. این موتور کم استهلاک‌ترین موتور ساخته شده در دنیا می‌باشد به طوری که کمپانی شورلت موتور ۳۵۰ را تا به حال دو بار در شرایط بدون یک قطره آب و روغن و با دریچهٔ گاز کاملاً باز (فول تراتل) آزمایش کرده است. موتور در بار اول ۱ ساعت و ۱۵ دقیقه و بار دوم ۲ ساعت دوام آورده است. مدل‌های جدید تر کاپریس از پیشرانه با کد ۳۰۵ استفاده می کننده که اصلاح شده موتور ۳۵۰ است به طوری که مصرف سوخت پایین‌تر و راندمان بالاتر دارد. تمامی مدل‌ها از گیربکس‌های اتوماتیک ۳۵۰ و ۷۰۰ استفاده می‌کنند.